# Naheed Nenshi
Naheed Kurban Nenshi (nascido em 2 de fevereiro de 1972 na cidade de Toronto) é um político canadense e 36º prefeito da cidade de Calgary em Alberta, entre 2010 e 2021. Ele venceu a eleição municipal de 2010 com 39% do votos, e foi o primeiro prefeito muçulmano de uma grande cidade Canadense. Ele foi reeleito em 2013 com 74% dos votos e novamente reeleito para o terceiro mandato em 2017 com 51% dos votos.